# Tripartismo
Il termine Tripartismo (in francese: Tripartisme) designa la coalizione di governo formata tra il 1946 e il 1947 dai tre principali partiti politici francesi del dopoguerra:

- Partito Comunista Francese (PCF);
- Movimento Repubblicano Popolare (MRP);
- Sezione Francese dell'Internazionale Operaia (SFIO).

Questa alleanza confinò all'opposizione i radicali, precedentemente indispensabili in qualsiasi coalizione dall'inizio del secolo (con l'eccezione del periodo 1919-1924).
La coalizione fu resa possibile nonostante le forti differenze ideologiche, in particolare tra i cristiano-democratici dell'MRP e gli atei comunisti, dalle lotte comuni come parte della resistenza. Questa coalizione operò anche per l'attuazione del programma del Consiglio Nazionale della Resistenza, sviluppato congiuntamente, e al preambolo della costituzione del 1946, che è l'eredità più significativa.
Inizialmente l'alleanza era associata al generale de Gaulle che guidò, dopo le elezioni del 1945, un governo che coinvolgeva tutti i tre partiti del Tripartismo. In seguito il generale si allontanò dalla coalizione perché in disaccordo sulla forma della nuova costituzione.
Il tripartitismo si concluse con le dimissioni dei ministri comunisti dal governo guidato da Paul Ramadier a causa dalla situazione di quasi-insurrezione dovuta ai grandi scioperi della CGT, il principale sindacato francese, la cui leadership era completamente asservita al Partito comunista, a sua volta agli ordini del Cominform, e per l'opposizione dei comunisti alla riconquista dell'Indocina.
Al Tripartismo succedette la Terza Forza, in cui il Raggruppamento delle Sinistre Repubblicane sostituì il PCF.

## Seggi parlamentari

### 1945-1946
| I Costituente (1945) | I Costituente (1945)                         | I Costituente (1945)       | Seggi     |
| -------------------- | -------------------------------------------- | -------------------------- | --------- |
|                      |                                              | Partito Comunista Francese | 159 / 586 |
|                      | Movimento Repubblicano Popolare              | 150 / 586                  |           |
|                      | Sezione Francese dell'Internazionale Operaia | 146 / 586                  |           |
| Totale               | Totale                                       | Totale                     | 455 / 586 |

### Giugno-novembre 1946
| II Costituente (Giugno 1946) | II Costituente (Giugno 1946)                 | II Costituente (Giugno 1946)    | Seggi     |
| ---------------------------- | -------------------------------------------- | ------------------------------- | --------- |
|                              |                                              | Movimento Repubblicano Popolare | 166 / 586 |
|                              | Partito Comunista Francese                   | 153 / 586                       |           |
|                              | Sezione Francese dell'Internazionale Operaia | 128 / 586                       |           |
| Totale                       | Totale                                       | Totale                          | 447 / 586 |

### Novembre 1946-1947
| I Legislatura (Novembre 1946) | I Legislatura (Novembre 1946)                | I Legislatura (Novembre 1946) | Seggi     |
| ----------------------------- | -------------------------------------------- | ----------------------------- | --------- |
|                               |                                              | Partito Comunista Francese    | 182 / 627 |
|                               | Movimento Repubblicano Popolare              | 173 / 627                     |           |
|                               | Sezione Francese dell'Internazionale Operaia | 102 / 627                     |           |
| Totale                        | Totale                                       | Totale                        | 457 / 627 |